# George Osborne, X duca di Leeds
George Godolphin Osborne, X duca di Leeds (Londra, 18 settembre 1862 – 10 maggio 1927), è stato un nobile e politico inglese.

## Biografia
Era il figlio di George Osborne, IX duca di Leeds, e di sua moglie, Frances Georgiana Pitt-Rivers, figlia di George Pitt-Rivers, IV barone Rivers. Studiò a Eton College e poi al Trinity College di Cambridge.

## Carriera
Rappresentò Brixton (1887-1895) nella Camera dei comuni. Nei suoi primi tre anni come deputato, è stato assistente segretario di Henry Holland, I visconte di Knutsford.
È stato Treasurer of the Household (1895-1896) e si sedette nel London County Council. Fu tenente degli Ussari e capitano onorario della Royal Naval Volunteer Reserve. Comandò il Royal Yacht Squadron e fu aiutante di campo del re.

## Matrimonio
Sposò, il 13 febbraio 1884, Lady Katherine Lambton , figlia di George Lambton, II conte di Durham e Lady Frances Hamilton. Ebbero cinque figli:
- Lady Gwendolen Fanny Godolphin Osborne (2 marzo 1885-25 febbraio 1933), sposò Algernon Gascoyne-Cecil, non ebbero figli;
- Lady Olga Katherine Godolphin Osborne (3 ottobre 1886-9 agosto 1929);
- Lady Dorothy Beatrix Godolphin Osborne (3 dicembre 1888-18 giugno 1946), sposò Patrick Bowes-Lyon, XV conte di Strathmore e Kinghorne, ebbero quattro figli;
- Lady Moira Godolphin Osborne (20 maggio 1892-20 maggio 1976), sposò Oliver Lyttelton, I visconte di Chandos, ebbero quattro figli;
- John Osborne, XI duca di Leeds (12 marzo 1901-26 luglio 1963)

I coniugi trascorrevano il periodo invernale a Bordighera dove esisteva già un'importante comunità inglese. I duchi risiedettero prima a Villa La Loggia e successivamente si fecero costruire una loro residenza personale, villa Selva Dolce dove nacque anche il loro unico figlio maschio. Particolarmente affezionata alla residenza bordigotta era la duchessa che commissionò anche dei quadri del loro giardino, da portare in Inghilterra, al pittore Filiberto Minozzi.

## Morte
Morì il 10 maggio 1927, all'età di 64 anni. Fu succeduto dall'unico figlio al ducato.

## Galleria d'immagini

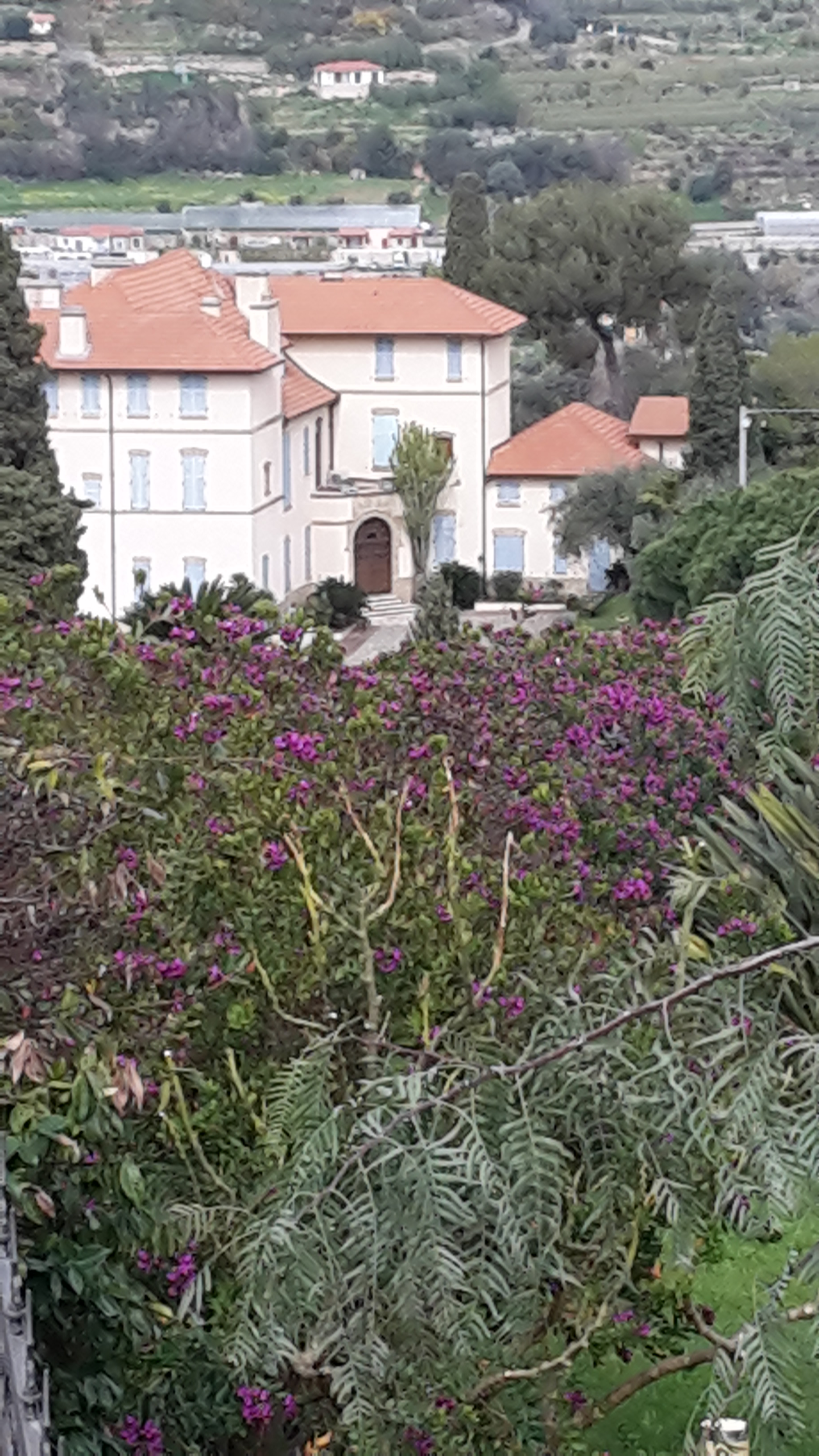
Villa Selva Dolce a Bordighera
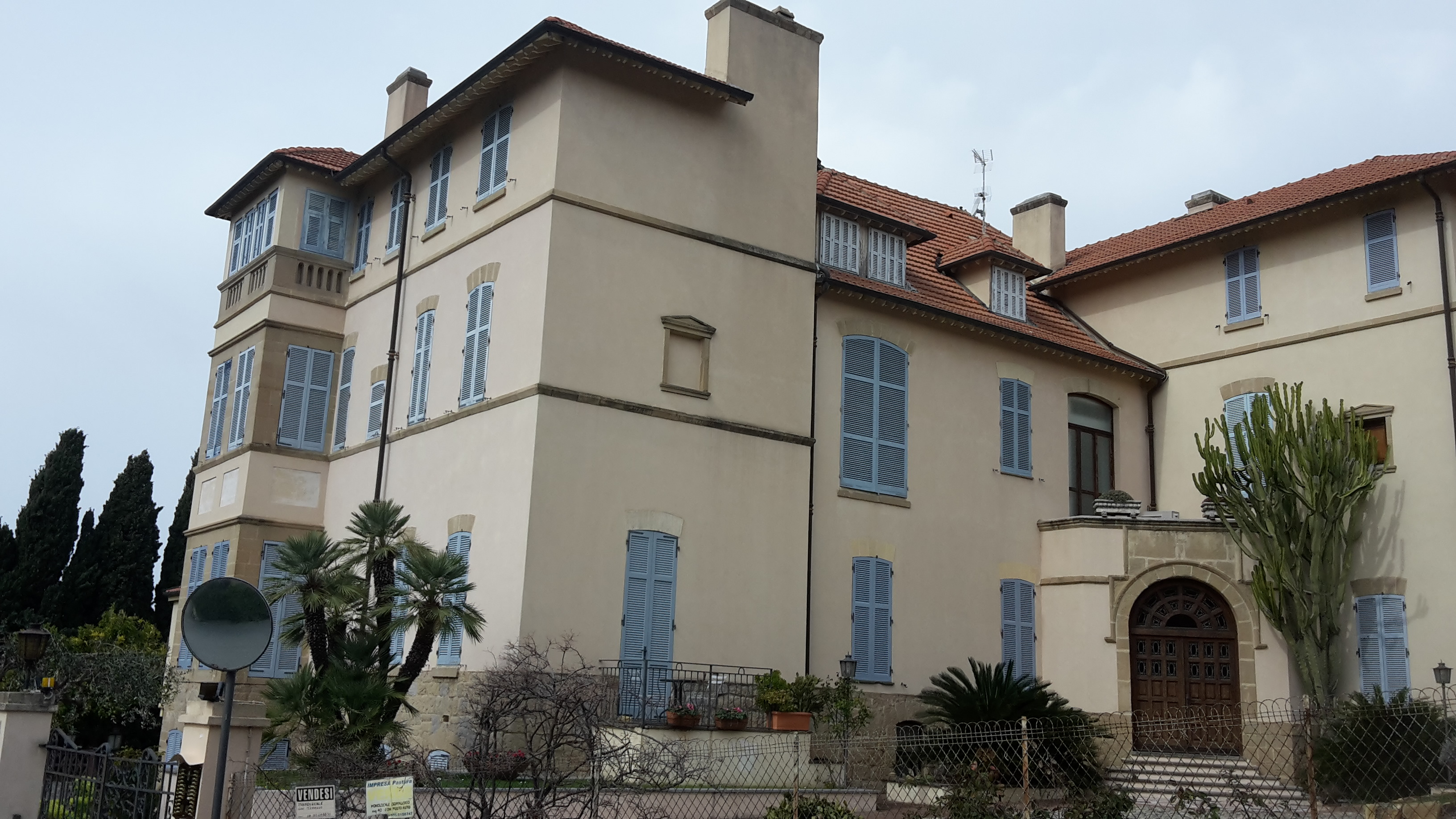
Villa Selva dolce, facciata. Bordighera
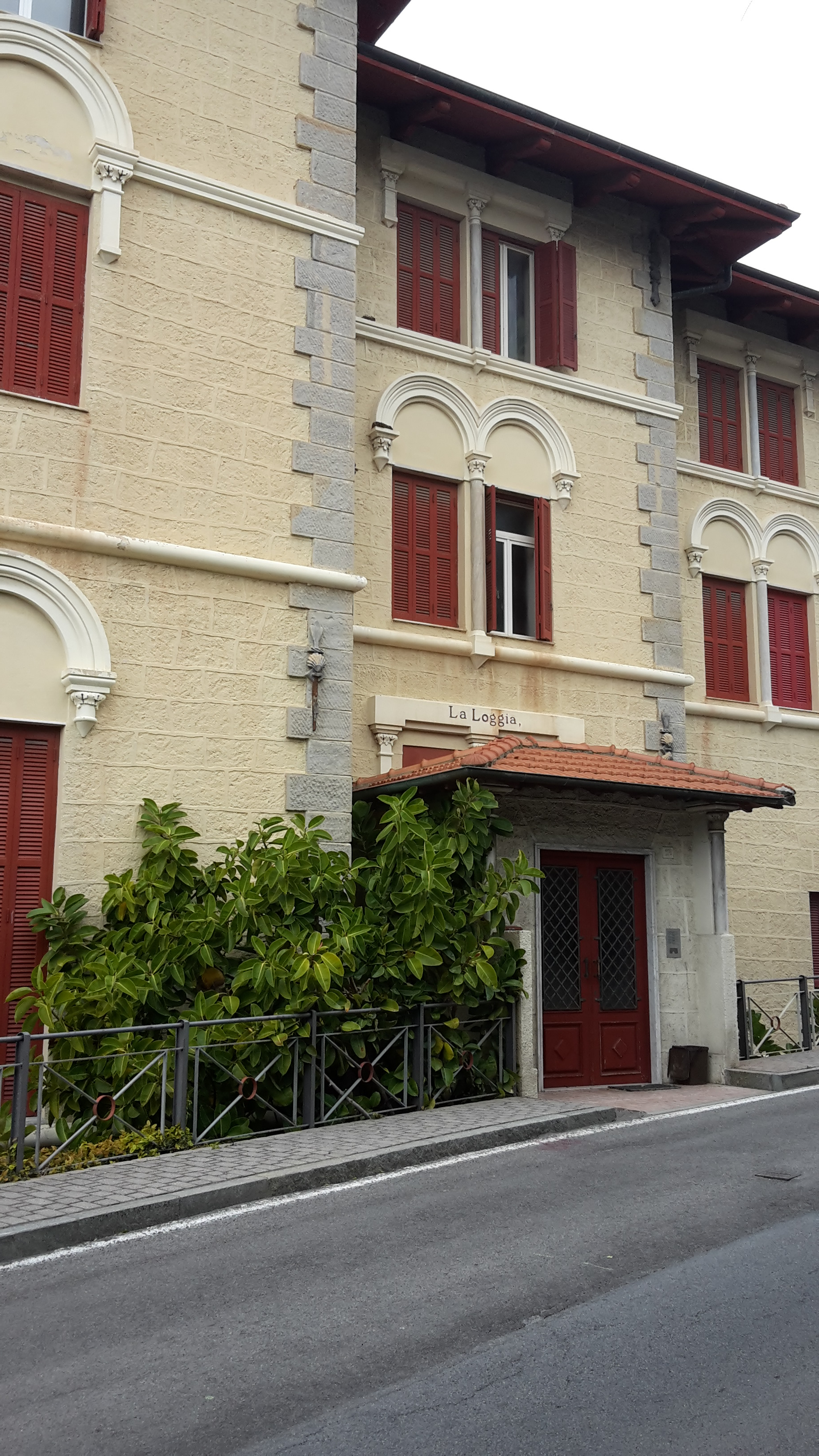
Villa La Loggia. Via dei colli a Bordighera

## Ascendenza
|                                         |                                           |                                                | Genitori                                                   |  |  | Nonni |  |  | Bisnonni                               |  |  | Trisnonni                            |  |
|                                         |                                           |                                                |                                                            |  |  |       |  |  | 8. Francis Osborne, I barone Godolphin |  |  | 16. Francis Osborne, V duca di Leeds |  |
|                                         |                                           |                                                |                                                            |  |  |       |  |  | 8. Francis Osborne, I barone Godolphin |  |  | 16. Francis Osborne, V duca di Leeds |  |
|                                         |                                           | 17. lady Amelia Darcy                          |                                                            |  |  |       |  |  | 8. Francis Osborne, I barone Godolphin |  |  |                                      |  |
| 4. George Osborne, VIII duca di Leeds   |                                           |                                                |                                                            |  |  |       |  |  | 8. Francis Osborne, I barone Godolphin |  |  |                                      |  |
|                                         |                                           | 9. hon. Elizabeth Charlotte Eden               | 18. William Eden, I barone Auckland                        |  |  |       |  |  |                                        |  |  |                                      |  |
|                                         |                                           | 9. hon. Elizabeth Charlotte Eden               | 18. William Eden, I barone Auckland                        |  |  |       |  |  |                                        |  |  |                                      |  |
|                                         |                                           | 9. hon. Elizabeth Charlotte Eden               | 19. Eleanor Elliot                                         |  |  |       |  |  |                                        |  |  |                                      |  |
| 2. George Osborne, IX duca di Leeds     |                                           | 9. hon. Elizabeth Charlotte Eden               |                                                            |  |  |       |  |  |                                        |  |  |                                      |  |
|                                         |                                           | 10. Granville Leveson-Gower, I conte Granville | 20. Granville Leveson-Gower, I marchese di Stafford        |  |  |       |  |  |                                        |  |  |                                      |  |
|                                         |                                           | 10. Granville Leveson-Gower, I conte Granville | 20. Granville Leveson-Gower, I marchese di Stafford        |  |  |       |  |  |                                        |  |  |                                      |  |
|                                         |                                           | 10. Granville Leveson-Gower, I conte Granville | 21. lady Susannah Stewart                                  |  |  |       |  |  |                                        |  |  |                                      |  |
| 5. lady Harriette Arundel Stewart       |                                           | 10. Granville Leveson-Gower, I conte Granville |                                                            |  |  |       |  |  |                                        |  |  |                                      |  |
|                                         |                                           | 11. lady Henrietta Spencer                     | 22. John Spencer, I conte Spencer                          |  |  |       |  |  |                                        |  |  |                                      |  |
|                                         |                                           | 11. lady Henrietta Spencer                     | 22. John Spencer, I conte Spencer                          |  |  |       |  |  |                                        |  |  |                                      |  |
|                                         |                                           | 11. lady Henrietta Spencer                     | 23. Margaret Poyntz                                        |  |  |       |  |  |                                        |  |  |                                      |  |
| 1. George Osborne, X duca di Leeds      |                                           | 11. lady Henrietta Spencer                     |                                                            |  |  |       |  |  |                                        |  |  |                                      |  |
|                                         | 12. Horace Pitt-Rivers, III barone Rivers | 24. Peter Beckford                             |                                                            |  |  |       |  |  |                                        |  |  |                                      |  |
|                                         | 12. Horace Pitt-Rivers, III barone Rivers | 24. Peter Beckford                             |                                                            |  |  |       |  |  |                                        |  |  |                                      |  |
|                                         | 12. Horace Pitt-Rivers, III barone Rivers | 25. Louisa Pitt                                |                                                            |  |  |       |  |  |                                        |  |  |                                      |  |
| 6. George Pitt-Rivers, IV barone Rivers | 12. Horace Pitt-Rivers, III barone Rivers |                                                |                                                            |  |  |       |  |  |                                        |  |  |                                      |  |
|                                         |                                           | 13. Frances Rigby                              | 26. Francis Hale Rigby                                     |  |  |       |  |  |                                        |  |  |                                      |  |
|                                         |                                           | 13. Frances Rigby                              | 26. Francis Hale Rigby                                     |  |  |       |  |  |                                        |  |  |                                      |  |
|                                         |                                           | 13. Frances Rigby                              | 27. Frances Rumbold                                        |  |  |       |  |  |                                        |  |  |                                      |  |
| 3. hon. Frances Pitt-Rivers             |                                           | 13. Frances Rigby                              |                                                            |  |  |       |  |  |                                        |  |  |                                      |  |
|                                         |                                           | 14. Granville Leveson-Gower, I conte Granville | 28. Granville Leveson-Gower, I marchese di Stafford (= 14) |  |  |       |  |  |                                        |  |  |                                      |  |
|                                         |                                           | 14. Granville Leveson-Gower, I conte Granville | 28. Granville Leveson-Gower, I marchese di Stafford (= 14) |  |  |       |  |  |                                        |  |  |                                      |  |
|                                         |                                           | 14. Granville Leveson-Gower, I conte Granville | 29. lady Susannah Stewart (= 15)                           |  |  |       |  |  |                                        |  |  |                                      |  |
| 7. lady Susan Leveson-Gower             |                                           | 14. Granville Leveson-Gower, I conte Granville |                                                            |  |  |       |  |  |                                        |  |  |                                      |  |
|                                         |                                           | 15. lady Harriet Cavendish                     | 30. William Cavendish, V duca di Devonshire                |  |  |       |  |  |                                        |  |  |                                      |  |
|                                         |                                           | 15. lady Harriet Cavendish                     | 30. William Cavendish, V duca di Devonshire                |  |  |       |  |  |                                        |  |  |                                      |  |
|                                         |                                           | 15. lady Harriet Cavendish                     | 31. lady Georgiana Spencer                                 |  |  |       |  |  |                                        |  |  |                                      |  |
|                                         |                                           | 15. lady Harriet Cavendish                     |                                                            |  |  |       |  |  |                                        |  |  |                                      |  |